# A Múmia (franquia)
A Múmia é o título de várias séries de filmes de horror-aventura, centrada em um antigo sacerdote egípcio, que é acidentalmente ressuscitado, trazendo com ele uma poderosa maldição e, posteriormente, os esforços subsequentes de arqueólogos heróicos para detê-lo. Estes filmes da franquia acompanham um spin-off da série de filmes, duas adaptações de quadrinhos, três jogos de vídeo games e uma série animada de televisão.

## Série de filmes da Universal Monsters (1932-1955)
A série original de filmes da Universal Monsters, que consistia em seis filmes, estrelou icônicos atores de filmes de horror, tais como Boris Karloff (somente no original, como Imhotep); Tom Tyler e Lon Chaney Jr. como Kharis; e, por último, Eddie Parker, que interpretou Klaris, um primo de Kharis. A série de filmes que faz parte da grande franquia da Universal Monsters:
| Ano  | Filme                              | Ator da Múmia  |
| ---- | ---------------------------------- | -------------- |
| 1932 | A Múmia                            | Boris Karloff  |
| 1940 | A Mão da Múmia                     | Tom Tyler      |
| 1942 | A Tumba da Múmia                   | Lon Chaney Jr. |
| 1944 | O Fantasma da Múmia                | Lon Chaney Jr. |
| 1944 | A Maldição da Múmia                | Lon Chaney Jr. |
| 1955 | Abbott e Costello Conhecem A Múmia | Eddie Parker   |

A Múmia (em inglês The Mummy) é um filme de terror de 1932 e o primeiro filme da história a tratar desse tema. Depois foi retomado no cinema em diversas produções que perpetuam até hoje. Esta série de seis filmes (1932-1955) foi distribuída pela Universal Pictures e possui uma duração média de 429 minutos.

## Série de filmes Stephen Sommers (1999-2008)

### Visão geral
Originalmente, um remake proposto de A Múmia teria sido dirigido pelo cineasta de horror/escritor Clive Barker. A visão de Barker para o filme foi violenta, com a história revolvendo na sua cabeça sobre um museu de arte contemporânea, que acaba por ser um cultista tentando reanimar múmias. A opinião de Barker era "sombria, sexual e cheia de misticismo", e isso "teria sido um ótimo filme de baixo orçamento".
Em 1999, Stephen Sommers escreveu e dirigiu um remake de A Múmia, vagamente baseado no filme original de 1932. Este filme alterna gêneros a partir da ênfase em horror para a aventura, concentrando-se mais em sequências de ação, efeitos especiais, comédia, e um maior elemento da lore Egípcia. O filme se tornou um sucesso de bilheteria, gerando duas sequências, vários jogos de vídeo game, uma spin-off da série, e uma série animada de televisão. Os dois primeiros filmes receberam críticas mistas, enquanto o terceiro recebeu, a maioria, críticas negativas.

### Trilogia A Múmia
- A Múmia, 1999
É o ano de 1926 e Richard "Rick" O'Connell, um explorador americano, descobriu Hamunaptra, a cidade dos mortos. Mais tarde, ele encontra com uma linda jovem bibliotecária, Evelyn "Evy" Carnahan, e seu irmão, Jonathan. Quando Evy, acidentalmente, reanima o cadáver mumificado de um sacerdote Egípcio, Imhotep, o casal deve encontrar uma maneira de matá-lo antes que ele retorne de volta aos seus poderes e destrua o mundo.
- O Retorno Da Múmia, 2001
Em 1933, Rick O'Connell e Evelyn Carnahan são casados e têm um filho de 7 anos de idade chamado Alex. Quando Alex dispara uma maldição e Imhotep é ressuscitado, Rick e Evy mais uma vez tentam salvar o mundo e derrotar, novamente, a múmia.
- A Múmia: Tumba do Imperador Dragão, 2008
Em 1946, o filme continua as aventuras de Rick O'Connell, sua esposa Evy, e seu filho Alex, já com 20 anos, contra uma diferente múmia, o Imperador Dragão (Jet Li) da China.

### Cancelado o quarto filme
Depois de que Túmulo do Imperador Dragão foi lançado, a atriz Maria Bello afirmou que a continuação do filme deveria "absolutamente" ser feita, e que ela já tinha assinado. O ator Luke Ford também já tinha assinado para fazer mais três filmes. Mas em 2012, a Universal Pictures anunciou que tinham cancelado a sequência do filme, e estavam se concentrando em um reboot.

### O Escorpião Rei- Spin-off da série (2002-2018)
Este spin-off da série segue as aventuras de Mathayus, que mais tarde seria conhecido como O Escorpião Rei e, eventualmente, tornar-se um inimigo no filme O Retorno da Múmia. Os filmes são como se seguem:
- O Escorpião Rei
Um filme de 2002.
- O Escorpião Rei 2: a Saga de um Guerreiro
Um filme de 2008, lançado diretamente em vídeo (direct-to-video).
- O Escorpião Rei 3: Batalha Pela Redenção 
Um filme de 2012, lançado diretamente em vídeo (direct-to-video).
- O Escorpião Rei 4: Na Busca Pelo Poder 
Um filme de 2015, lançado diretamente em vídeo (direct-to-video).
- O Escorpião Rei: O Livro das Almas 
Um filme de 2018, lançado diretamente em vídeo (direct-to-video).

## Série de filmes Dark Universe (2017-?)

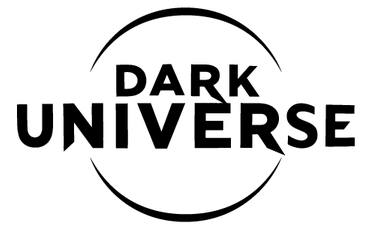
Logotipo da Dark Universe

### Visão geral
A Universal Monsters (no Brasil, Universo Cinematográfico dos Monstros da Universal) ou Dark Universe é um universo ficcional compartilhado, sendo este um cenário de vários filmes de terror que incorporam versões de série de filmes relançados como reboot. Este trabalho foi iniciado com o filme A Múmia, em 2017.

### História
Em Outubro de 2013, Roberto Orci falou com o portal de entretenimento IGN, dando a entender que seriam feitos reboots de vários filmes, assim tanto A Múmia  como  Van Helsing  teriam um universo compartilhado. Novos desenvolvimentos foram feitos em Julho de 2014, quando a Universal anunciou que tinha aproveitado Alex Kurtzman e Chris Morgan para desenvolverem todos os filmes de monstros clássicos do cinema que incluem O Frankenstein, O Conde Drácula, O Lobisomem, O Homem Invisível, A Noiva do Frankenstein e A Múmia. Em Dezembro de 2014, a Universal contratou Jay Basu para escrever um filme (não foi revelado qual) para o universo compartilhado. O presidente da Universal, em uma entrevista em Novembro de 2014, afirmou que os novos filmes seriam mais baseados em ação/aventura do que terror/horror, e seriam fixados em uma atual configuração, a fim de "reimaginar e reintroduzi-los para um público contemporâneo." Em Agosto de 2015, Alex Kurtzman anunciou o primeiro e novo filme da série (A Múmia), que seria uma mistura de terror/horror com ação/aventura e outros gêneros de ficção.

### Futuro incerto
Em Junho de 2017, a Universal inaugurou a franquia Dark Universe com o lançamento do reboot do filme A Múmia, estrelado por Tom Cruise. A ideia desse universo compartilhado era trazer de volta monstros icônicos como Frankenstein, Lobisomem, Homem Invisível, Drácula, A Múmia, etc.
Contudo, o futuro desse projeto é incerto, já que os produtores Alex Kurtzman e Chris Morgan decidiram abandonar seus cargos. Os dois eram considerados, pelo estúdio, os “arquitetos” do projeto Dark Universe. Kurtzman decidiu focar seus esforços para projetos na televisão e Morgan está ocupado com os filmes de Velozes e Furiosos.
Apesar desse banho de água fria, a Universal ainda não desistiu da franquia e está estudando a possibilidade de convidar diretores renomados para assumirem os longas, que passariam a ser filmes individuais, sem conexão entre si. O Presidente de Produções, Peter Cramer comentou ao THR:
"Nós aprendemos muitas coisas no processo criativo do Dark Universe até agora, e estamos pensando nesses filmes como projetos autorais de cineastas, cada um com uma visão diferente. Não vamos nos apressar para conseguirmos encaixar os filmes em datas de estreia pré-estabelecidas e vamos seguir com eles quando sentirmos que estamos no melhor caminho possível para cada um", afirmou ele.
Até o momento, Javier Bardem (o Monstro de Frankenstein), Russell Crowe (Henry Jekyll/Edward Hyde), Johnny Depp (O Homem Invisível) e Sofia Boutella (A Múmia) continuam no projeto. No dia 24 de janeiro de 2018, o roteirista Ed Solomon anunciou sua saída do projeto, alegando diferenças criativas com a produtora.
Solomon disse ainda que a Universal está agora à procura de transformar o Dark Universe, depois de vários contratempos:
"Julgo que a Universal se depara com as questões, 'O que é que andamos a fazer com o Dark Universe?' e, 'Qual é a nossa verdadeira intenção com ele?', e penso que o vão reconfigurar, o que, provavelmente, é uma coisa boa."

### Filmes lançados
| Filmes                                     | Diretores     | Produtores                                                         | Atores                                                                                  | Roteiristas/Escritores | Música/Compositores | Editores                                 | Cinematográficos | Duração do filme | Data de Lançamento |
| ------------------------------------------ | ------------- | ------------------------------------------------------------------ | --------------------------------------------------------------------------------------- | ---------------------- | ------------------- | ---------------------------------------- | ---------------- | ---------------- | ------------------ |
| A Múmia                                    | Alex Kurtzman | Alex Kurtzman Sean Daniel Chris Morgan Sarah Bradshaw Roberto Orci | Tom Cruise Annabelle Wallis Sofia Boutella Jake Johnson Courtney B. Vance Russell Crowe | Jon Spaihts            | Brian Tyler         | Paul Hirsch Gina Hirsch Andrew Mondshein | Ben Seresin      | 107 minutos      | 9 de junho de 2017 |
| Untitled Universal Monsters Franchise Film | -             | -                                                                  | -                                                                                       | -                      | -                   | -                                        | -                | - minutos        | por anunciar       |
| Bride of Frankenstein                      | Bill Condon   | -                                                                  | -                                                                                       | David Koepp            | -                   | -                                        | -                | - minutos        | por anunciar       |

### Bilheteria
Esses são os filmes e próximos filmes da Dark Universe:
| Filmes                                     | Receita                 | Receita             | Receita             | Ranking Geral   | Ranking Geral | Orçamento              |
| Filmes                                     | Estados Unidos e Canadá | Estrangeiro         | Total               | E.U.A. e Canadá | Mundialmente  | Orçamento              |
| ------------------------------------------ | ----------------------- | ------------------- | ------------------- | --------------- | ------------- | ---------------------- |
| A Múmia                                    | 80 227 895 dólares      | 329 003 712 dólares | 409 231 607 dólares | 933.º           | 266.º         | 125 milhões de dólares |
| Untitled Universal Monsters Franchise Film | US$ -                   | US$ -               | US$ -               | -º              | -º            | US$ - milhões          |
| Bride of Frankenstein                      | US$ -                   | US$ -               | US$ -               | -º              | -º            | US$ - milhões          |
| Total                                      | 80 227 895 dólares      | 329 003 712 dólares | 409 231 607 dólares | -               | -             | 125 milhões de dólares |

### Críticas
| Filme                                      | Rotten Tomatoes    | Metacritic       | CinemaScore |
| ------------------------------------------ | ------------------ | ---------------- | ----------- |
| A Múmia                                    | 15% (265 resenhas) | 34 (44 críticas) | B–          |
| Untitled Universal Monsters Franchise Film |                    |                  |             |
| Bride of Frankenstein                      |                    |                  |             |

## Todos os filmes A Múmia
| Número | Nome                                  | Data de Lançamento     | Diretor                    | Distribuidor            |
| ------ | ------------------------------------- | ---------------------- | -------------------------- | ----------------------- |
| 1      | The Mummy                             | 22 de dezembro de 1932 | Karl Freund                | Universal Studios       |
| 2      | The Mummy's Hand                      | 20 de setembro de 1940 | Christy Cabanne            | Universal Studios       |
| 3      | The Mummy's Tomb                      | 23 de outubro de 1942  | Harold Young               | Universal Studios       |
| 4      | The Mummy's Ghost                     | 7 de julho de 1944     | Reginald Le Borg           | Universal Studios       |
| 5      | The Mummy's Curse                     | 22 de dezembro de 1944 | Leslie Goodwins            | Universal Studios       |
| 6      | Abbott and Costello Meet the Mummy    | 23 de junho de 1955    | Charles Lamont             | Universal Studios       |
| 7      | The Mummy                             | 25 de setembro de 1959 | Terence Fisher             | Hammer Film Productions |
| 8      | The Curse of the Mummy's Tomb         | 18 de outubro de 1964  | Michael Carreras           | Hammer Film Productions |
| 9      | The Mummy's Shroud                    | 15 de março de 1967    | John Gilling               | Hammer Film Productions |
| 10     | Blood from the Mummy's Tomb           | 14 de outubro de 1971  | Seth Holt Michael Carreras | Hammer Film Productions |
| 11     | The Mummy                             | 7 de maio de 1999      | Stephen Sommers            | Universal Pictures      |
| 12     | The Mummy Returns                     | 4 de maio de 2001      | Stephen Sommers            | Universal Pictures      |
| 13     | The Mummy: Tomb of the Dragon Emperor | 1 de agosto de 2008    | Rob Cohen                  | Universal Pictures      |
| 14     | The Mummy                             | 9 de junho de 2017     | Alex Kurtzman              | Dark Universe           |

## Elenco e personagens

### Elenco de todos os filmes A Múmia
| Elenco/Detalhes     | Filmes                                                                | Filmes                                                                                      | Filmes                                  | Filmes                                                   | Filmes                                       | Filmes                                                                                    | Filmes                                                                                | Filmes | Filmes | Filmes                                                                                  |
| Elenco/Detalhes     | Série da Universal Monsters                                           | Série da Universal Monsters                                                                 | Série da Universal Monsters             | Série da Universal Monsters                              | Série da Universal Monsters                  | Série da Universal Monsters                                                               | Série de Stephen Sommers Trilogia A Múmia                                             | Série de Stephen Sommers Trilogia A Múmia                                                                                      | Série de Stephen Sommers Trilogia A Múmia                                                                                      | Dark Universe                                                                           |
| Elenco/Detalhes     | The Mummy (1932)                                                      | The Mummy's Hand (1940)                                                                     | The Mummy's Tomb (1942)                 | The Mummy's Ghost (1944)                                 | The Mummy's Curse (1944)                     | Abbott and Costello Meet the Mummy (1955)                                                 | The Mummy (1999)                                                                      | The Mummy Returns (2001) | The Mummy: Tomb of the Dragon Emperor (2008)                                                                                   | The Mummy (2017)                                                                        |
| ------------------- | --------------------------------------------------------------------- | ------------------------------------------------------------------------------------------- | --------------------------------------- | -------------------------------------------------------- | -------------------------------------------- | ----------------------------------------------------------------------------------------- | ------------------------------------------------------------------------------------- | --- | --- | --------------------------------------------------------------------------------------- |
| Diretores           | Karl Freund                                                           | Christy Cabanne                                                                             | Harold Young                            | Reginald Le Borg                                         | Leslie Goodwins                              | Charles Lamont                                                                            | Stephen Sommers                                                                       | Stephen Sommers | Rob Cohen | Alex Kurtzman                                                                           |
| Produtores          | Carl Laemmle, Jr.                                                     | Ben Pivar                                                                                   | Ben Pivar                               | Ben Pivar                                                | Ben Pivar Oliver Drake                       | Howard Christie                                                                           | Sean Daniel James Jacks                                                               | Sean Daniel James Jacks | Sean Daniel James Jacks Bob Ducsay Stephen Sommers                                                                             | Alex Kurtzman Sean Daniel Chris Morgan Sarah Bradshaw Roberto Orci                      |
| Atores              | Boris Karloff Zita Johann David Manners Edward van Sloan Arthur Byron | Dick Foran Peggy Moran Wallace Ford Cecil Kellaway Eduardo Ciannelli George Zucco Tom Tyler | Lon Chaney, Jr. Dick Foran John Hubbard | Lon Chaney, Jr. John Carradine Robert Lowery Ramsay Ames | Lon Chaney, Jr. Peter Coe Virginia Christine | Bud Abbott Lou Costello Marie Windsor Michael Ansara Peggy King Richard Deacon Mel Welles | Brendan Fraser Rachel Weisz John Hannah Arnold Vosloo Jonathan Hyde Kevin J. O'Connor | Brendan Fraser Rachel Weisz John Hannah Arnold Vosloo Oded Fehr Patricia Velásquez Freddie Boath Alun Armstrong Dwayne Johnson | Brendan Fraser Jet Li Maria Bello John Hannah Russell Wong Liam Cunningham Luke Ford Anthony Wong Isabella Leong Michelle Yeoh | Tom Cruise Annabelle Wallis Sofia Boutella Jake Johnson Courtney B. Vance Russell Crowe |
| Roteiristas         | John L. Balderston Nina Wilcox Putnam Richard Schayer                 | Griffen Jay Maxwell Shane                                                                   | Neil P. Varnick                         | Griffin Jay Henry Sucher                                 | Leon Abrams Dwight V. Babcock                | John Grant                                                                                | Stephen Sommers Lloyd Fonvielle Kevin Jarre                                           | Stephen Sommers | Alfred Gough Miles Millar | Jon Spaihts                                                                             |
| Música              | James Dietrich                                                        | Frank Skinner                                                                               | William Lava Paul Sawtell               | Franz Reizenstein Frank Skinner                          | William Lava Paul Sawtell                    | Joseph Gershenson                                                                         | Jerry Goldsmith                                                                       | Alan Silvestri | Randy Edelman | Brian Tyler                                                                             |
| Editores            | Milton Carruth                                                        | Philip Cahn                                                                                 | Milton Carruth                          | Saul A. Goodkind                                         | Fred R. Feltshans Jr.                        | Russell Schoengarth                                                                       | Bob Ducsay                                                                            | Bob Ducsay Kelly Matsumoto | Joel Negron Kelly Matsumoto | Paul Hirsch Gina Hirsch Andrew Mondshein                                                |
| Cinematográficos    | Charles Stumar                                                        | Elwood Bredell                                                                              | George Robinson                         | William A. Sickner                                       | Virgil Miller                                | George Robinson                                                                           | Adrian Biddle                                                                         | Adrian Biddle | Simon Duggan | Ben Seresin                                                                             |
| Companhia produtora | Universal Studios                                                     | Universal Studios                                                                           | Universal Studios                       | Universal Studios                                        | Universal Studios                            | Universal Studios                                                                         | Alphaville Films                                                                      | Alphaville Films | Alphaville Films Relativity Media The Sommers Company                                                                          | Dark Universe Perfect World Pictures K/O Paper Products Sean Daniel Company             |
| Distribuidor        | Universal Pictures                                                    | Universal Pictures                                                                          | Universal Pictures                      | Universal Pictures                                       | Universal Pictures                           | Universal Pictures                                                                        | Universal Pictures                                                                    | Universal Pictures | Universal Pictures | Universal Pictures                                                                      |
| Duração do filme    | 73 minutos                                                            | 66 minutos                                                                                  | 61 minutos                              | 61 minutos                                               | 62 minutos                                   | 79 minutos                                                                                | 124 minutos                                                                           | 130 minutos | 114 minutos | 107 minutos                                                                             |
| Data de Lançamento  | 22 de dezembro de 1932                                                | 20 de setembro de 1940                                                                      | 23 de outubro de 1942                   | 7 de julho de 1944                                       | 22 de dezembro de 1944                       | 23 de junho de 1955                                                                       | 7 de maio de 1999                                                                     | 4 de maio de 2001 | 1 de agosto de 2008 | 9 de junho de 2017                                                                      |

## Prêmios e indicações
1. A Múmia (1999)
Oscar (2000) (EUA)
- Recebeu uma indicação, na categoria de Melhor Som.

Prêmio Saturno (2000) (EUA) (Academy of Science Fiction, Fantasy & Horror Films)
- Venceu na categoria Melhor Maquiagem.
- Recebeu uma indicação, na categoria Melhor Ator (Brendan Fraser).
- Recebeu uma indicação, na categoria Melhor Atriz (Rachel Weisz).
- Recebeu uma indicação, na categoria Melhor Figurino.
- Recebeu uma indicação, na categoria Melhor Diretor (Stephen Sommers).
- Recebeu uma indicação, na categoria Melhor Filme de Ficção Científica.
- Recebeu uma indicação, na categoria Melhores Efeitos Especiais.
- Recebeu uma indicação, na categoria Melhor Trilha Sonora.
- Recebeu uma indicação, na categoria Melhor Roteiro.

BAFTA (2000) (EUA)
- Recebeu uma indicação, na categoria Melhores Efeitos Visuais.

MTV Movie Awards (2000) (EUA)
- Recebeu uma indicação, na categoria Melhor Cena de Ação.

2. The Mummy Returns
Prêmio Saturno (2002) (EUA) (Academy of Science Fiction, Fantasy & Horror Films)
- Recebeu uma indicação na categoria de melhor filme de ficção científica.
- Recebeu uma indicação na categoria de melhor maquiagem.
- Recebeu uma indicação na categoria de melhores efeitos especiais.
- Recebeu uma indicação na categoria de melhor performance de ator infantil (Freddie Boath).

## Obras derivadas
Duas adaptações como jogo de vídeo game  de A Múmia (1999) foi desenvolvido pela empresa Rebellion Developments e publicado pela Konami em 2000: um jogo de ação-aventura para o PlayStation e PC, bem como um Game Boy Color jogo de quebra-cabeça. A versão da Dreamcast foi anunciada, mas posteriormente cancelada no final da década de 2000. O retorno da Múmia foi lançado no final de 2001 para o PlayStation 2 e desenvolvido pela empresa Blitz Games, a versão da Game Boy Color foi desenvolvida pela GameBrains. Ambas as versões foram publicadas pela Universal Interactive. A Múmia: Tumba do Imperador Dragão foi lançado em 2008, desenvolvido pela Eurocom para o PlayStation 2 e o Wii, o lançamento para Nintendo DS foi desenvolvido pela empresa A2M, sendo que todas as versões foram publicadas pela Sierra Entertainment. Em Março de 2012, um jogo massivo multiplayer online conhecido como The Mummy Online foi lançado.
Em Maio de 2001, a Chaos! Quadrinhos lançou a terceira edição da série inspirada pelo filme, intitulado The Mummy: Vale dos Deuses. O enredo era suposto ter lugar entre o primeiro filme e O Retorno da Múmia. Rick e Evelyn estão em lua de mel no Egito e acabam embarcando em mais uma aventura, onde eles devem desvendar os mistérios da Esfera do Destino e descobrir a localização do Vale dos Deuses, escondido sob as areias. No entanto, a segunda e a terceira questões nunca foram publicadas. Isto ocorreu, provavelmente, devido a Chaos posteriormente ter entrado em falência, em 2002, vendendo, assim, os direitos de todos os seus títulos naquele tempo. Anos mais tarde, em 2008, outra série de A Múmia em quadrinhos foi lançada pela empresa IDW Publishing, abrangendo quatro problemas. Esta série foi intitulada A Múmia: A Ascensão e Queda do Machado de Xango. Ao contrário da série anterior de quadrinhos, todos as edições planejadas foram publicadas.
De 2001 até 2003, uma série de animação intitulado simplesmente A Múmia foi feito pela Universal Animation Studios, onde foi baseada na Série de filmes de Stephen Sommers. A série mudou de nome mais tarde, na segunda temporada, e ficou A Múmia: Segredos dos Medjai.
O filme também inspirou um passeio de montanha-russa chamado Revenge of the Mummy: O Passeio em Parques Temáticos Universal Studios, na Flórida. Experiências semelhantes também podem ser encontradas em Hollywood e Singapura.

## Outros filmes inspirados pela A Múmia

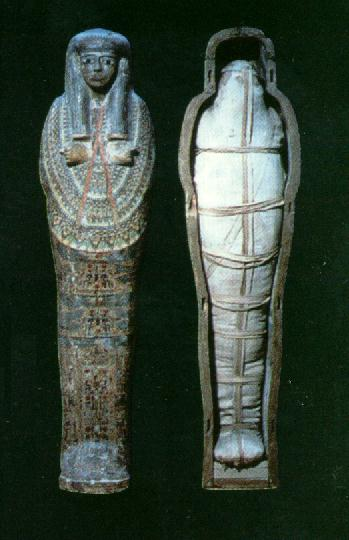
Múmia em sarcófago de madeira.

- The Awakening, 1980. Um filme britânico dirigido por Mike Newell e estrelado por Charlton Heston, com base no romance A Jóia de Sete Estrelas, de Bram Stoker.
- Tale of the Mummy, 1998. Um filme britânico-americano, dirigido por Russel Mulcahy e estrelado por Jason Scott Lee, este como A Múmia,  chamada Talos.

## Relançamento
Em 4 de abril de 2012, a Universal Studios anunciou que eles estão a desenvolver um relançamento da série, com Jon Spaihts para escrever o filme e Sean Daniel, que já produziu três filmes, irá voltar como produtor.
Em 1 de maio de 2012, a Universal assinou um contrato com Roberto Orci e Alex Kurtzman, um contrato de dois anos para produzir o reboot de a Múmia através do seu K/S de Produtos de Papel para banner.
Em 24 de setembro de 2012, foi anunciado que a Universal tem definido Len Wiseman para dirigir o filme.
Em 13 de dezembro de 2012, foi dito que o reboot de A Múmia seria diferente da trilogia clássica. Seria uma visão completamente nova da mitologia, e seria definido naquele mês.
Em 14 de fevereiro de 2013, a Universal chamou o escritor Billy Ray para escrever Os Jogos da Fome'. Um competitivo projeto para o reboot de  A Múmia contra o script de Spaihts.
Em 31 de julho de 2013, o diretor Wiseman, deixou o filme devido a conflitos de agenda.
Em 13 de setembro de 2013, notícias informaram que o diretor de Mamãe, Andrés Muschietti, estava em negociações para dirigir o filme.
Em 18 de outubro de 2013, Orci falou ao IGN,  e deu a entender que tanto o reboot de A Múmia como o de Van Helsing terão um universo compartilhado.
Em 27 de novembro de 2013, a Universal disse que lançaria um filme no dia 22 de abril de 2016, data de lançamento.
Em 6 de maio de 2014, o diretor Muschetti deixou o filme devido à diferenças criativas, o que Spaihts escreveu na versão mais recente do script, que reimaginou A Múmia nos dias modernos, com novos personagens não vistos em iterações anteriores e um protagonista imbuído de uma personalidade humana.
Em 16 de julho de 2014, a Universal anunciou que eles haviam aproveitado Alex Kurtzman e Chris Morgan para o desenvolvimento de todos os clássicos filmes de monstros que incluem Frankenstein, Drácula, O lobisomem, a Criatura da Lagoa Negra, O Homem Invisível, a Noiva de Frankenstein e A Múmia. O primeiro filme que eles irão desenvolver em conjunto será A Múmia, por isso, eles haviam começado os encontros.
Em 30 de julho de 2014, Kurtzman foi escolhido para dirigir o filme. No dia seguinte, a data de lançamento do filme é adiada para 27 de março de 2017, quando a Universal anunciou o dia 22 de abril, para o seu novo filme, O Caçador. O enredo do filme é definido no Iraque e segue um Navy SEAL e sua equipe que batalha contra múmias liderada por Assurbanipal.
Em 14 de outubro de 2015, O Hollywood Reporter informou que Kurtzman e Spaihts tem dois scripts com um macho e uma fêmea múmias vilões.
Em 24 de novembro de 2015, Variety afirmou que Tom Cruise estaria em negociações para estrelar o filme. Variety também relatou que o Cruise não é esperado para produzir, mas ele iria desempenhar um importante papel no desenvolvimento do filme.
Em 8 de dezembro de 2015, o The Hollywood Reporter informou que a Sofia Boutella está em negociações para o papel de A Múmia do sexo feminino no reboot do filme. Foi anunciado que o Cruise e Boutella vão estrelar o reboot do filme em 9 de junho de 2017, data de lançamento.
Em 8 de março de 2016, a Variety e o The Hollywood Reporter informaram que Annabelle Wallis e Jake Johnson estão em negociações para um papel de um arqueólogo e um membro das forças armadas para o filme. O filme começou a produção em Abril de 2016 localizado em Oxford, na Inglaterra.
Em 9 de junho de 2017, ocorreu a estreia do filme, distribuído pela Universal Pictures, que teve um orçamento de 125 milhões de dólares e recebeu um B- do Cinemascore. A receita do filme foi de 409,1 milhões de dólares.